# Castiarina spinolae
Castiarina spinolae es una especie de escarabajo del género Castiarina, familia Buprestidae. Fue descrita científicamente por Gory en 1841.